# Irene Dunne

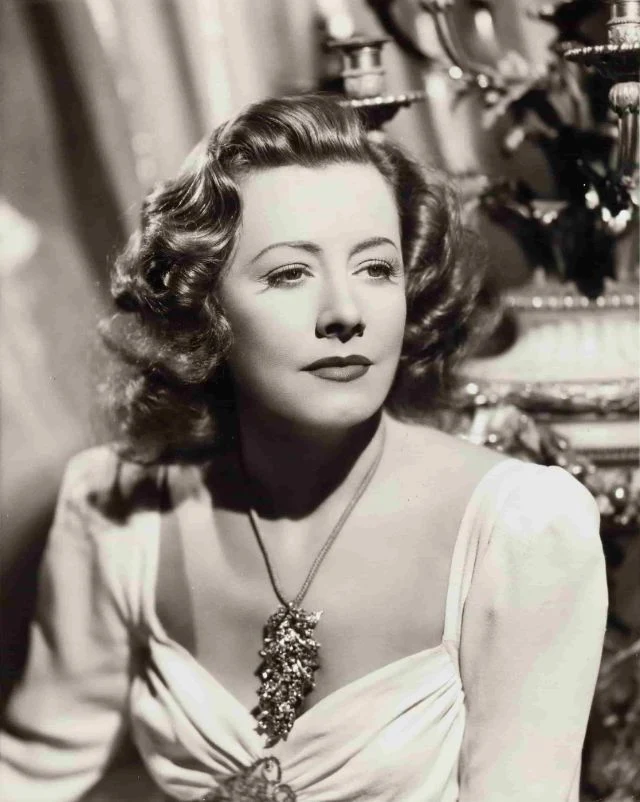
Irene Dunne (1941)

Irene Marie Dunne (* 20. Dezember 1898 in Louisville, Kentucky; † 4. September 1990 in Los Angeles, Kalifornien) war eine US-amerikanische Filmschauspielerin. Sie war insgesamt fünf Mal für den Oscar als beste Hauptdarstellerin nominiert. Im Laufe ihrer Filmkarriere, die von 1930 bis 1952 andauerte, spielte sie in den unterschiedlichsten Genres von Western über Musicals bis hin zur Screwball-Komödie. Zu ihren heute noch bekannten Filmen zählen Pioniere des wilden Westens, Die schreckliche Wahrheit, Akkorde der Liebe sowie Anna und der König von Siam.

## Leben
Kurz nach dem frühen Tod des Vaters zog die Familie 1910 von Kentucky nach Indiana. Nach der Highschool hatte Dunne 1916 die Chance, Musik und Kunst zu unterrichten. Stattdessen beteiligte sie sich an einer Ausschreibung des Chicago Music College. Nachdem sie diesen Wettbewerb gewonnen hatte, konnte sie für ein Jahr dort studieren, bevor sie in New York City ihren Traum von einer Karriere als Opernsängerin erfüllen wollte. Zweimal sang sie vergeblich an der Metropolitan Opera vor. Sie kehrte nach Chicago zurück, wo sie am Theater auftrat. Von Januar 1929 bis in den März 1930 übernahm sie für eine Tourneeaufführung des Musicals Showboat die weibliche Hauptrolle und wurde schließlich von einem Talentsucher für Hollywood entdeckt. Irene Dunne unterschrieb im April 1930 einen Studiovertrag mit Laufzeit von drei Jahren bei dem neu gegründeten Studio RKO und gab ihr Leinwanddebüt in dem Musical Leathernecking. Der Vertrag, von ihrem Ehemann ausgehandelt, garantierte der Schauspielerin ein wöchentliches Gehalt von 1.000 US-Dollar für die ersten 52 Wochen der Laufzeit, mit Gehaltssteigerungem um jeweils weitere 1.000 US-Dollar pro Woche für die darauf folgenden zwei Jahre.
Den Durchbruch schaffte sie mit der Hauptrolle in dem Western Pioniere des wilden Westens, für die sie ihre erste von insgesamt fünf Nominierungen für den Oscar als beste Hauptdarstellerin erhielt. Dunne war neben Ann Harding, Constance Bennett und Helen Twelvetrees einer der weiblichen Stars des Studios. Ihre Karriere nahm gewaltigen Aufschwung durch die Hauptrolle in Back Street, das 1932 für volle Kassen sorgte. Dunne spielte eine leidende Geliebte, die alles opfert, um das Familienglück ihres Freundes nicht zu gefährden. Nach diesem Erfolg war die Schauspielerin einige Zeit auf melodramatische Frauenschicksale festgelegt, doch gelegentlich spielte sie in Dramen wie The Silver Cord von 1933 oder dem Musical Stingaree, das sie 1934 erneut mit Richard Dix zusammenbrachte.
Dunne verlängerte ihren Vertrag mit RKO im Frühjahr 1933 zu deutlich verbesserten Konditionen und der Möglichkeit, Filme für andere Gesellschaften zu drehen, um zwei Jahre. Nach dessen Auslaufen 1935 entschied sie sich, künftig nur noch Verträge über eine bestimmte Anzahl von Filmen mit unterschiedlichen Studios abzuschließen, meist auf der Basis eines reduzierten Festgehalts kombiniert mit Beteiligungen an den Einspielergebnissen oder den Nettogewinnen.
Dieses mit „free-lancing“ bezeichnete Vorgehen hatte bereits Cary Grant, Carole Lombard und Ronald Colman zu erfolgreichen Karrieren verholfen. Dunne übernahm 1935 bei Universal die Hauptrolle in dem Melodram Magnificent Obsession, der Robert Taylor groß herausstellte. 1936 drehte sie ebenfalls bei Universal unter der Regie von James Whale Show Boat. 

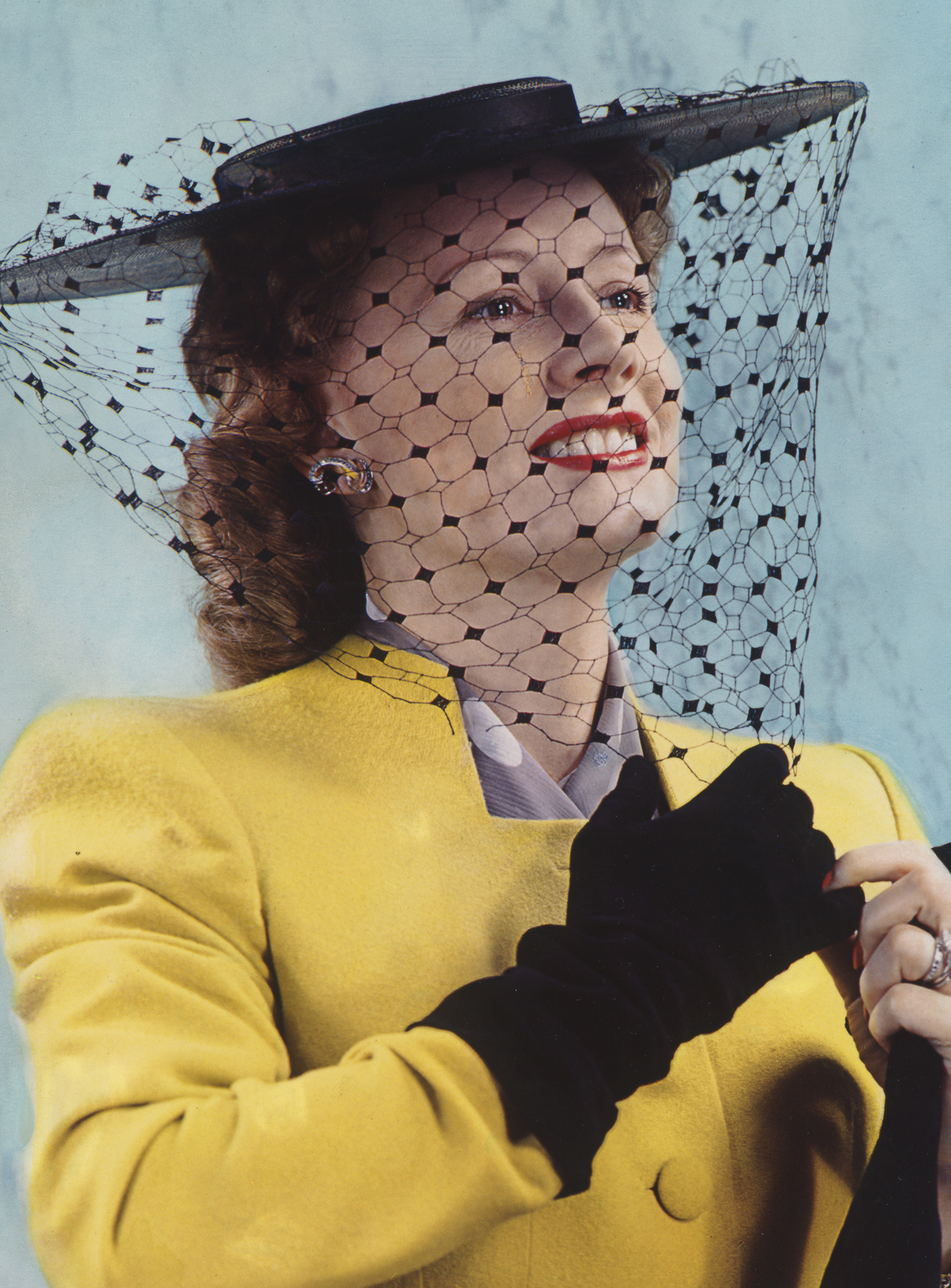
Irene Dunne (1944)

Die Filmkomödie Theodora wird wild, die die abenteuerliche Geschichte einer Kleinstadtlehrerin schildert, die unter einem Pseudonym einen pikanten Roman schreibt, etablierte Dunne als Darstellerin von Screwball Comedies. Die Schauspielerin wurde erneut für den Oscar als beste Darstellerin nominiert. Als eine der ganz wenigen Filmschaffenden in Hollywood gewann sie den Respekt und die Achtung von Studiochef Harry Cohn. Kurz danach drehte sie zum ersten Mal mit Cary Grant, und zwar Die schreckliche Wahrheit, einen Klassiker des Screwball-Comedy-Genres. Die Schauspielerin wirkte 1937/38 in zwei weniger erfolgreichen Musicals mit. Bei Paramount arbeitete sie an der teuren Prestigeproduktion High, Wide, and Handsome unter der Regie von Rouben Mamoulian und später im Jahr in Joy of Living, der bei ihrem ehemaligen Studio RKO produziert wurde. Weitere Erfolge in Ruhelose Liebe, Meine Lieblingsfrau und Akkorde der Liebe machten aus Dunne eine der bestbezahlten Schauspielerinnen der Zeit. 1939 verdiente sie 405.000 US-Dollar. Louis B. Mayer sah in ihr einen potenziellen Ersatz für Norma Shearer und Greta Garbo und bot Irene Dunne die Hauptrolle in Mrs. Miniver an, die sie ebenfalls ablehnte. Stattdessen wirkte sie in den Kriegsdramen Kampf in den Wolken und The White Cliffs of Dover aus dem Jahr 1944 mit.
Nach dem Krieg gewann Dunne mit Auftritten in Over 21, Modell wider Willen und Anna und der König von Siam Prestige und Anerkennung seitens der Kritiker. Gegen Ende der Dekade war sie als patente Mutter in den Filmen Unser Leben mit Vater sowie Geheimnis der Mutter, der ihr eine erneute Oscarnominierung einbrachte, zu sehen. Der Versuch, sie 1947 wieder mit Cary Grant in Nur meiner Frau zuliebe zu vereinen, scheiterte. Weder die Komödie Never a Dull Moment noch die Rolle der Königin Victoria in The Mudlark halfen ihr 1950, neue Fans zu gewinnen. Ihren letzten Auftritt hatte sie 1952 in der mit wenig Aufwand produzierten Komödie It Grows on Trees. Irene Dunne zog sich danach von der Leinwand zurück.
Zu den Gründen meinte sie einige Jahre später:

„Ich bin mir nicht sicher, warum ich mich zurückgezogen habe. Es gab eigentlich keine Notwendigkeit. Die Drehbücher kamen immer noch herein. Ich vergleiche meine Karriere mit der von Mickey Mantle. Wie er bin ich gegangen, als ich noch oben war. Vielleicht war es einfach so, dass ich keine Lust hatte auf die zweite oder dritte Hauptrolle. Ich wollte niemals Charakterrollen spielen. Ich bin in die Schauspielerei hineingerutscht und auch wieder heraus.“

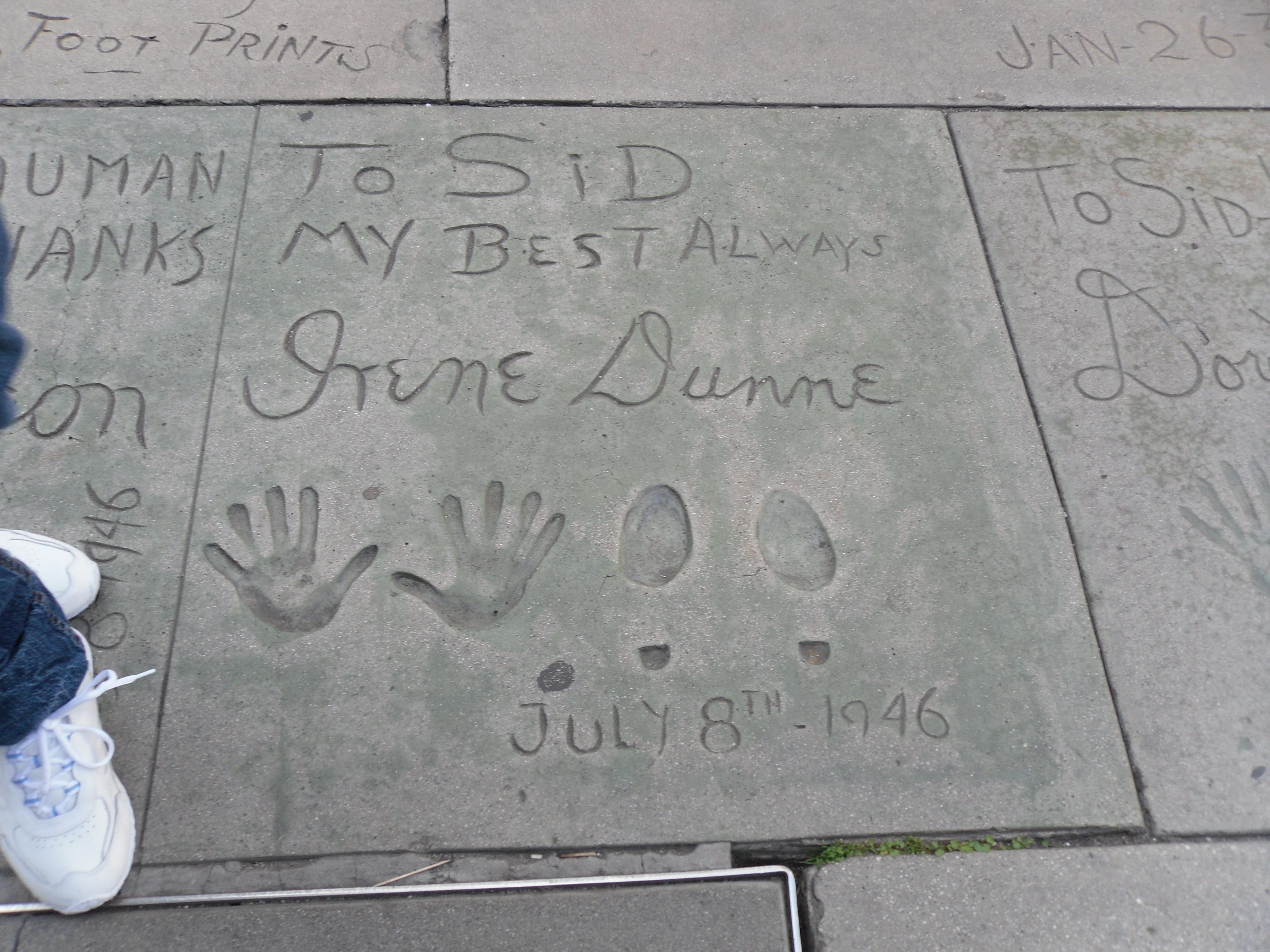
Irene Dunnes Hand- und Schuhabdrücke vor Grauman’s Chinese Theatre

Spätere Versuche, die Schauspielerin zu einem Comeback zu bewegen, scheiterten. Zu den Angeboten gehörten Rollen in Wir sind keine Engel sowie in Gigi.
1952 versuchte Irene Dunne, als einer der ersten etablierten Filmstars im Fernsehen eine zweite Karriere aufzubauen. Für Schlitz Playhouse of Stars moderierte Dunne die Einführung für das wöchentliche, 30-minütige Fernsehspiel und gelegentliche humorvolle Einspielungen am Ende der Sendung. Die negativen Reaktionen der Fans und die Unzufriedenheit der Schauspielerin mit den fehlenden künstlerischen Entwicklungsmöglichkeiten des Formats führten zur Beendigung der Zusammenarbeit nach einem halben Jahr. Der Versuch, ihre Karriere 1952 im Radio mit der Fortsetzungsgeschichte Bright Star, die sich um die Erlebnisse eines Reporterehepaares, gespielt von Irene Dunne und Fred MacMurray, drehte, neuen Schwung zu geben, endete nach einem Jahr und 52 Folgen.
Die Schauspielerin widmete sich in späteren Jahren wohltätigen Organisationen und zahlreichen kulturellen Aktivitäten. 1957 ernannte sie US-Präsident Dwight D. Eisenhower zur Sonderbotschafterin der USA in der UNO.
1965 wurde Irene Dunne als erste Frau in den Aufsichtsrat der Firma Technicolor gewählt.

## Privatleben
Die Schauspielerin war von 1928 bis zu seinem Tod 1965 mit dem Zahnarzt Francis Dennis Griffin verheiratet. Das Paar führte von 1930 bis 1935 eine Fernbeziehung, da Dr. Griffin seine Praxis in New York zunächst weiter betrieb. Sie adoptierten eine Tochter. Irene Dunne war zeitlebens eng mit Loretta Young und Rosalind Russell befreundet.

## Filmografie
- 1930: Leathernecking
- 1931: Pioniere des wilden Westens (Cimarron)
- 1931: Bachelor Apartment
- 1931: Juwelenraub in Hollywood (The Stolen Jools) (Kurzfilm)
- 1931: The Great Lover
- 1931: Consolation Marriage
- 1932: Symphony of Six Million
- 1932: Back Street
- 1932: Thirteen Women
- 1933: No Other Woman
- 1933: The Secret of Madame Blanche
- 1933: The Silver Cord
- 1933: If I Were Free
- 1933: Ann Vickers
- 1934: This Man Is Mine
- 1934: The Age of Innocence
- 1934: Stingaree
- 1934: Sweet Adeline
- 1935: Magnificent Obsession
- 1935: Roberta
- 1936: Theodora wird wild (Theodora Goes Wild)
- 1936: Show Boat
- 1937: High, Wide and Handsome
- 1937: Die schreckliche Wahrheit (The Awful Truth)
- 1938: Joy of Living
- 1939: Ruhelose Liebe (Love Affair)
- 1939: When Tomorrow Comes
- 1939: Invitation to Happiness
- 1940: Meine Lieblingsfrau (My Favorite Wife)
- 1941: Akkorde der Liebe (Penny Serenade)
- 1941: Unfinished Business
- 1942: Lady in a Jam
- 1943: Kampf in den Wolken (A Guy Named Joe)
- 1944: The White Cliffs of Dover
- 1944: Modell wider Willen (Together Again)
- 1945: Over 21
- 1946: Anna und der König von Siam (Anna and the King of Siam)
- 1947: Unser Leben mit Vater (Life with Father)
- 1948: Geheimnis der Mutter (I Remember Mama)
- 1950: Der Dreckspatz und die Königin (The Mudlark)
- 1950: Never a Dull Moment
- 1952: It Grows on Trees

## Auszeichnungen

### Oscar als beste Hauptdarstellerin
Nominierungen
- Oscarverleihung 1931: für Pioniere des Wilden Westens
- Oscarverleihung 1937: für Theodora wird wild
- Oscarverleihung 1938: für Die schreckliche Wahrheit
- Oscarverleihung 1940: für Ruhelose Liebe
- Oscarverleihung 1949: für Geheimnis der Mutter